# 第507重戦車大隊
第507重戦車大隊（だい507じゅうせんしゃだいたい、独: Schwere Panzerabteilung 507）は第二次世界大戦時に存在したドイツ国防軍陸軍直轄の重戦車大隊。

## 編成
1943年5月7日、第17軍管区(Wehrkreis XVII)ウィーンのメードリングにおいて編成された。12月23日から1944年2月25日の間、オランダにおいて45輌のティーガーI戦車を配備され、配備が目標まで完了し2月から3月初旬までの間、大隊には多くのティーガーI戦車が配備されることになった。
レンベルグへの移送は1944年3月15日から21日の間に行われ、4月7日から14日の間、大隊は毎度6輌のティーガーI戦車が追加補充されることになっていた。

## 実戦
1944年5月31日、47輌のティーガーI戦車を配備した同大隊は北ウクライナ軍集団に移管され、当初は第一装甲軍に従属していた。6月30日、2輌のティーガーⅠが補充されると同時に、バラノヴィチに本部が移され、7月28日には再び、6輌が補充された。8月8日には第506重戦車師団の6台のティーガーⅠに加えて6台のティーガーⅠ戦車が補充され、8月21日から22日の間に大隊の13輌のティーガーI戦車は泥道などで起動不能に陥り乗員らによって爆破、遺棄された。また、1944年11月25日から27日までの間に10輌が赤軍に鹵獲され、12月6日にはもう1輌が鹵獲された。
1945年初頭、第2軍と共にツィヒェナウ付近に配備され、後にヴィスワ川の近郊に後退する。1945年1月19日から21日までの間、19輌のティーガーⅠ戦車が失われた。1945年1月24日から30日までのヴィスワ川をめぐる攻防の間、計21輌のティーガーⅠが遺棄されることになった。2月12日から15日の間に、大隊は第1中隊を失った上でゼンネラガー訓練場に移動し、ティーガーII重戦車を配備される。1945年3月19日と22日の間、大隊には21輌のティーガーIIが配備された。
1945年3月30日、第2中隊と第3中隊は中部ドイツでアメリカ軍と交戦し、4月4日、第1中隊の生存者は車輌全てを失うもゼンネラガー訓練場に帰還。1945年4月11日から17日までの間に、大隊はプラハに移され、「第507装甲大隊(Panzer-Abteilung 507)」に再編された。新たに運用が予定されていた車輌はヘッツァー軽駆逐戦車で、5月6日にヘッツァー10輌を配備された。赤軍への投降を避け、大隊は西部へ後退し1945年5月12日、米軍に投降したがその後赤軍に引き渡された。